# 10326 Kuragano
10326 Kuragano (1990 WS2) là một tiểu hành tinh vành đai chính được phát hiện ngày 21 tháng 11 năm 1990 bởi K. Endate và K. Watanabe ở Kitami.